# Déformations professionnelles
 (février 2014).
Si vous disposez d'ouvrages ou d'articles de référence ou si vous connaissez des sites web de qualité traitant du thème abordé ici, merci de compléter l'article en donnant les références utiles à sa vérifiabilité et en les liant à la section « Notes et références ».
Déformations professionnelles est un programme court français en 90 épisodes de 1 minute 45, créée et réalisé par Benjamin Guedj et diffusée à partir du 25 mai 2009 sur M6.

## Synopsis
Ce programme met en scène à chaque épisode un personnage complètement dépassé par des tics de sa profession qui se répercutent dans sa vie de tous les jours. Par exemple, celui d'un politicien qui utilise la langue de bois en s’adressant à son fils ou encore une psychiatre qui semble reconnaître une représentation phallique dans un plat de spaghetti.

## Distribution

### Apparitions régulières
- Alex Lutz
- Jean-Michel Lahmi
- Géraldine Nakache
- Virginie Hocq

### Comédiens récurrents
- Laurent Spielvogel
- Noémie De Lattre
- Manu Payet
- Lou Bonetti
- Nader Boussandel
- Stéphanie Lagarde
- Chantal Lauby
- Jonathan Lambert
- André Manoukian
- Atmen Kelif

## Récompenses
Déformations Professionnelles a reçu le prix du meilleur programme court au Festival de la fiction TV de La Rochelle en septembre 2009.